# La Dentellière de Bruges
Pour plus de détails, voir Fiche technique et Distribution.
La dentellière de Bruges (titre en néerlandais : De kantwerkster van Brugge) est un film belge muet réalisé par Armand du Plessy en 1921.

## Fiche technique
- Titre original : De kantwerkster van Brugge
- Titre en français : La Dentellière de Bruges
- Réalisation :  Armand du Plessy
- Directeur de la photographie : Charles Lengnich
- Producteur : Hippolyte De Kempeneer
- Société de production : Compagnie Belge des Films Cinématographiques
- Pays d'origine :  Belgique
- Format : Noir et blanc  - Muet

## Distribution
- Jimmy O'Kelly
- Abel Sovet